# Citofonare Cuccarini
Citofonare Cuccarini è stato un programma radiofonico di Rai Radio 1 condotto da Lorella Cuccarini.
La prima stagione andò in onda in diretta dall'11 settembre 2012 al 28 giugno 2013 dal lunedì al venerdì. La seconda stagione partì il 16 settembre 2013 e si concluse il 4 aprile 2014. La trasmissione iniziava ogni giorno intorno alle ore 17,40 per concludersi alle 19,00; veniva intervallata da un'edizione del Giornale Radio Rai.
Il programma era ideato da Laura Migliacci, scritto con Stefano Cacciagrano. Curatrice era Laura De Pasquale. La regia era affidata a Roberta Di Casimirro.